# Легун Юрій Вікторович
Ю́рій Ві́кторович Ле́гун (* 7 травня 1967, село Нова Ободівка Тростянецького району Вінницької області) — український історик. Фахівець у галузях джерелознавства, історії селянства й спеціальних історичних дисциплін, зокрема генеалогії та геральдики. Доктор історичних наук (2007), професор (2013).

## Біографія
Батько — Легун Віктор Антонович — інженер сільського господарства, працював на керівних посадах у Вінницькій області, мати — Легун (Іванчук) Христина Василівна — вчителька. З 1974 року родина переїхала до Вінниці. Навчався у ЗСШ № 6. У 1984 році став студентом історичного факультету Вінницького державного педагогічного інституту (нині Вінницький державний педагогічний університет імені Михайла Коцюбинського). У 1985—1987 роках служив у лавах Радянської армії. У 1990 році разом з Юрієм Савчуком, Ігорем Лановим, Русланом Білецьким і Олександром Панасюком брав участь у кінному козацькому поході на Чортомлицьку січ (нині с. Капулівка Нікопольського району Дніпропетровської області), де відбувалося святкування 500-ліття Запорозького козацтва.
1991 року з відзнакою закінчив навчання у ВНЗ. Відтоді працював на різних викладацьких посадах у Вінницькому сільськогосподарському інституті (пізніше — Вінницькому національному аграрному університеті). Навчався в аспірантурі (1992—1995) і докторантурі (2002—2005) Київського національного університету імені Тараса Шевченка.
2006 року очолив новостворену кафедру етнології Вінницького педуніверситету. Ініціював співпрацю Інституту історії, етнології і права (колишнього історичного факультету) з Варшавським університетом та Університетом імені кардинала Стефана Вишинського. Кафедра розпочала дослідження усної історії, історії фотографії, некрополістики регіону.
З березня 2009 року — директор Державного архіву Вінницької області. Продовжує викладацьку роботу, як сумісник (до 2012 року — у Вінницькому педагогічному, далі — в аграрному університеті). Регулярно проводить пошукову роботу у закордонних архівах (США, Польща, Росія). Підготував до друку матеріали з архівів УВАН та НТШ у Нью-Йорку, пов'язані з емігрантами-подолянами (В.Приходько, Л.Мосендз, І.Губаржевський).
Одружений із Легун (Іванченко) Оленою Миколаївною. Дружина — кандидат психологічних наук. Мають трьох дочок — Ганну (1993), Ольгу (1995) і Меланію (2007).

## Наукова діяльність
1995 року захистив кандидатську дисертацію «Розвиток науки в Україні у 60-х роках XX ст.» (науковий керівник — доктор історичних наук А. Г. Слюсаренко). У 2007 році захистив докторську дисертацію «Джерела з генеалогії селян Подільської губернії: стан збереження, інформативне наповнення, класифікація (1793—1917 рр.)» (науковий консультант — доктор історичних наук М. Г. Щербак).
Автор прапора міста Вінниці, герба і прапора Вінницького району, співавтор герба Вінницької області, герба смт Муровані Курилівці та ін. Член Українського геральдичного товариства. З 2006 року — співзасновник та почесний голова ГО «Вінницьке історичне товариство».

## Праці
- Легун Ю., Петренко О. Ревізійний перепис населення 1795 р.: Брацлавська губернія. Ч. 1: Бершадський повіт, т. 1: Ревізійні списки селян сіл: Крикливець, Крушинінка, Лугувате, Любашівка, Ободівка, Поташня, П'ятківка, Рогізка, Татарівка, Христище, Яланець. — Вінниця : Консоль, 2003. — 284 с. — ISBN 966-8086-14-7.
- Генеалогія селян Подільської губернії: джерела. — Вінниця: О.Власюк, 2005. — 516 с.
- Матеріали ревізійного перепису населення 1795—1796 рр. у фондах Державного архіву Вінницької області: навч. посіб. для студ. вищих навч. закл. — Вінниця: О.Власюк, 2005. — 71 с. (у співавторстві).
- Лист 1776 року до польського короля православних священиків Правобережної України. Подільська старовина. Наук. зб. Вип. IV. — Вінниця, 2008. — С. 109—138.
- Подільські карти і плани в Російському державному архіві давніх актів у Москві. Наукові записки Вінницького державного педагогічного університету імені Михайла Коцюбинського: історія. — Вип. XXI. — Вінниця, 2013. — С. 101—106.
- Леонід Мосендз у документах епохи. — Вінниця: ТОВ «Видавництво-друкарня Діло», 2013. — 272 с. (У співавторстві).
- Автор-упорядник: Приходько Віктор. Під сонцем Поділля: Спогади. — Частина друга. — Вінниця: ТОВ «Консоль», 2011.
- Топографічний опис Подільської губернії 1799 р: Вінницький, Ямпільський, Брацлавський повіти. - упорядник Юрій Легун. - Nilan-Limited, 2017. - 396 с.